# Diapetimorpha picta
Diapetimorpha picta là một loài tò vò trong họ Ichneumonidae.